# ICC Cricket Hall of Fame
Pour les articles homonymes, voir Hall of Fame.
L'ICC Cricket Hall of Fame est un temple de la renommée destiné à distinguer les meilleurs joueurs de l'histoire du cricket. Fondé en 2009 par la fédération internationale, l'International Cricket Council (ICC), dans le cadre de son centenaire, le hall of fame compte cinquante-cinq membres à son inauguration. Des membres additionnels sont ajoutés chaque année à l'occasion des ICC Awards.

## Historique
Le temple de la renommée de l'International Cricket Council (ICC) est lancé le 2 janvier 2009, dans le cadre du centenaire de la fédération internationale et en partenariat avec la Federation of International Cricketers' Associations (FICA), la fédération qui regroupe les associations de joueurs. La liste des membres inauguraux, qui comprend cinquante-cinq noms, a été établie par la FICA dans le cadre de son propre Hall of Fame, entre 1999 et 2003. La cérémonie annuelle de remise des ICC Awards est l'occasion d'admettre de nouveaux membres.

## Membres

### Membres inauguraux
La liste des cinquante-cinq premiers membres inauguraux a été établie par la FICA dans le cadre de son temple de la renommée, tenu entre 1999 et 2003. Le membre inaugural dont la retraite internationale est la plus récente a arrêté sa carrière internationale en 1996.
| Joueur              | Équipe nationale   |
| ------------------- | ------------------ |
| Sydney Barnes       | Angleterre         |
| Bishan Singh Bedi   | Inde               |
| Sir Alec Bedser     | Angleterre         |
| Richie Benaud       | Australie          |
| Allan Border        | Australie          |
| Sir Ian Botham      | Angleterre         |
| Geoff Boycott       | Angleterre         |
| Sir Donald Bradman  | Australie          |
| Greg Chappell       | Australie          |
| Ian Chappell        | Australie          |
| Denis Compton       | Angleterre         |
| Sir Colin Cowdrey   | Angleterre         |
| Kapil Dev           | Inde               |
| Sunil Gavaskar      | Inde               |
| Lance Gibbs         | Indes occidentales |
| Graham Gooch        | Angleterre         |
| David Gower         | Angleterre         |
| W. G. Grace         | Angleterre         |
| Tom Graveney        | Angleterre         |
| Gordon Greenidge    | Indes occidentales |
| Sir Richard Hadlee  | Nouvelle-Zélande   |
| Wally Hammond       | Angleterre         |
| Neil Harvey         | Australie          |
| George Headley      | Indes occidentales |
| Sir Jack Hobbs      | Angleterre         |
| Michael Holding     | Indes occidentales |
| Sir Leonard Hutton  | Angleterre         |
| Rohan Kanhai        | Indes occidentales |
| Imran Khan          | Pakistan           |
| Alan Knott          | Angleterre         |
| Jim Laker           | Angleterre         |
| Harold Larwood      | Angleterre         |
| Dennis Lillee       | Australie          |
| Ray Lindwall        | Australie          |
| Clive Lloyd         | Indes occidentales |
| Hanif Mohammad      | Pakistan           |
| Rod Marsh           | Australie          |
| Malcolm Marshall    | Indes occidentales |
| Peter May           | Angleterre         |
| Javed Miandad       | Pakistan           |
| Keith Miller        | Australie          |
| Bill O'Reilly       | Australie          |
| Graeme Pollock      | Afrique du Sud     |
| Wilfred Rhodes      | Angleterre         |
| Barry Richards      | Afrique du Sud     |
| Sir Vivian Richards | Indes occidentales |
| Andy Roberts        | Indes occidentales |
| Sir Garfield Sobers | Indes occidentales |
| Brian Statham       | Angleterre         |
| Fred Trueman        | Angleterre         |
| Derek Underwood     | Angleterre         |
| Sir Clyde Walcott   | Indes occidentales |
| Sir Everton Weekes  | Indes occidentales |
| Frank Woolley       | Angleterre         |
| Sir Frank Worrell   | Indes occidentales |

### Membres additionnels
| Nom                  | Équipe nationale           | Année |
| -------------------- | -------------------------- | ----- |
| Wasim Akram          | Pakistan                   | 2009  |
| Clarrie Grimmett     | Australie                  | 2009  |
| Herbert Sutcliffe    | Angleterre                 | 2009  |
| Victor Trumper       | Australie                  | 2009  |
| Steve Waugh          | Australie                  | 2009  |
| Ken Barrington       | Angleterre                 | 2010  |
| Joel Garner          | Indes occidentales         | 2010  |
| Rachael Heyhoe-Flint | Angleterre féminines       | 2010  |
| Courtney Walsh       | Indes occidentales         | 2010  |
| Curtly Ambrose       | Indes occidentales         | 2011  |
| Belinda Clark        | Australie féminines        | 2011  |
| Alan Davidson        | Australie                  | 2011  |
| Fred Spofforth       | Australie                  | 2011  |
| Enid Bakewell        | Angleterre féminines       | 2012  |
| Brian Lara           | Indes occidentales         | 2012  |
| Glenn McGrath        | Australie                  | 2012  |
| Adam Gilchrist       | Australie                  | 2013  |
| Waqar Younis         | Pakistan                   | 2013  |
| Shane Warne          | Australie                  | 2013  |
| Bob Simpson          | Australie                  | 2014  |
| Debbie Hockley       | Nouvelle-Zélande féminines | 2014  |
| Anil Kumble          | Inde                       | 2015  |
| Betty Wilson         | Australie féminines        | 2015  |
| Martin Crowe         | Nouvelle-Zélande           | 2015  |